# Cyclostremiscus jeannae
Cyclostremiscus jeannae är en snäckart som beskrevs av Henry Augustus Pilsbry och McGinty 1946. Cyclostremiscus jeannae ingår i släktet Cyclostremiscus och familjen Vitrinellidae. Inga underarter finns listade i Catalogue of Life.